# Escrita Buhid
Buhid, é  um sistema de escrita Abugida indígena das Filipinas originária da escrita brami e usada pela língua buhid dos Mangyan de Mindoro. Se originou por volta do anos 1300.
Se relaciona com as escritas Balinesa, Batak, Escrita baybayin, Hanunó’o, Javanesa, Lontara, Sundanesa antiga, Rencong, Rejang, Tagbanwa

## Características
São 48 símbolos, sendo três para vogais – A, I, U; mais 45 sílabas, combinação das 15 consoantes (K, M, G, Ng, T, D, N, P, B, Y, R, L, W, S, H) com as três vogais citadas.

## Unicode
A escrita Buhid foi incluída no Padrão Unicode em março de 2002 na sua versão 3.2. Os blocos Unicode são U+1740 ... U+175F.  Na tabela Unicode os pontos em cor cinza são de símbolos não confirmados.